# Musculus gluteus medius
Der Musculus glut(a)eus medius (lat. für „mittlerer Gesäßmuskel“) ist ein Skelettmuskel der unteren Extremität, genauer der hinteren (dorsalen) Schicht der hinteren Hüftmuskulatur. Er wird (bis auf den oberen Anteil) fast vollständig vom großen Gesäßmuskel (Musculus gluteus maximus) bedeckt und am Vorderrand vom Musculus tensor fasciae latae umfasst.

## Verlauf
Der dreieckförmige Musculus gluteus medius entspringt fleischig am Darmbein (Os ilium), genauer an der sichelförmigen Außenfläche (Facies glut(a)ea) der Darmbeinschaufel (Ala ossis ilium) zwischen den beiden Beckenlinien (Linea glut(a)ea anterior und Linea glut(a)ea posterior), vom Darmbeinkamm (Crista iliaca) und seiner bindegewebigen Hülle (Faszie) (Aponeurosis glut(a)ea). Die Fasern vereinigen sich und ziehen gemeinsam kappenförmig zur lateralen und oberen Fläche der Außenseite des großen Rollhügel (Trochanter major) des Oberschenkelknochens (Femur). Kurz vor der Insertion überkreuzen sich vordere und hintere Fasern und setzen sich gefiedert zu einer kräftigen Endsehne zusammen.
Ein Schleimbeutel (Bursa trochanterica musculi glut(a)ei medii) zwischen der Ansatzsehne und dem großen Rollhügel mindert die Reibung.
Die versorgenden Nerven und Gefäße verlaufen an der Unterfläche des Muskels.

## Funktion
Der mittige Gesäßmuskel spreizt den Oberschenkel im Hüftgelenk zur Seite ab (Abduktion). Der vordere Anteil des mittigen Gesäßmuskels dreht den Oberschenkel außerdem nach innen (Innenrotation) und beugt ihn an (Flexion), der hintere Anteil hingegen dreht den Oberschenkel nach außen (Außenrotation) und streckt ihn (Extension). Bei genauerer Betrachtung setzt die Hauptmasse des Muskels hinter dem Drehpunkt des Hüftgelenks an. Bei wechselnder Stellung des Femur verändern die Muskelfasern ihre Zugrichtung. So wirkt bei gebeugter Hüfte der gesamte Muskel im Sinne einer Flexion.
Gemeinsam mit dem Musculus gluteus minimus und den pelvitrochanteren Muskeln (wie Musculus piriformis und Musculus obturatorius externus) zentriert und stabilisiert er das Hüftgelenk. Aus diesem Grund ist beim Einsetzen einer Hüftendoprothese der Erhalt dieser Muskeln sowie die präzise Rekonstruktion der Anatomie (z. B. Femorales Offset, Femorale Antetorsion) für das Operationsergebnis sehr entscheidend.
Beim Gehen und Laufen stabilisiert er zusammen mit dem (wesentlich schwächeren) kleinen Gesäßmuskel (Musculus gluteus minimus) und dem Musculus tensor fasciae latae das Becken (Pelvis). Auf diese Weise wird ein Absinken des Beckens zur Spielbeinseite hin verhindert.
Bei den vierfüßigen Säugetieren ist er der kräftigste der Hüftmuskeln und der wichtigste Strecker (Extensor) des Hüftgelenkes. Durch diese Muskelwirkung ist er maßgeblich für den Vorschub des Körpers verantwortlich. Zudem bewirkt er eine Auswärtsbewegung der Hintergliedmaße.

## Lähmung
Bei gleichzeitiger Lähmung des mittleren und kleinen Gesäßmuskels kommt es zum so genannten Watschelgang, d. h. bei jedem Schritt kippt das Becken auf die Spielbeinseite (Trendelenburg-Zeichen). Typische Ursachen einer solchen Lähmung sind die (in seltenen Fällen) durch intramuskuläre Injektionen verursachte Schädigung des Nervus gluteus superior oder die intraoperative Verletzung des Muskels beim Einbringen einer Hüftgelenksprothese.

## Vergleichende Anatomie
Beim Hund entspringt der Muskel nur am Darmbein, bei Pferden und Schweinen besitzt er noch einen Ursprung am ersten Lendenwirbel, Kreuzbein und breiten Beckenband, der als Lendenzacke bezeichnet wird. Bei Huftieren ist der Musculus gluteus medius mit dem Musculus piriformis verschmolzen.

## Bilder

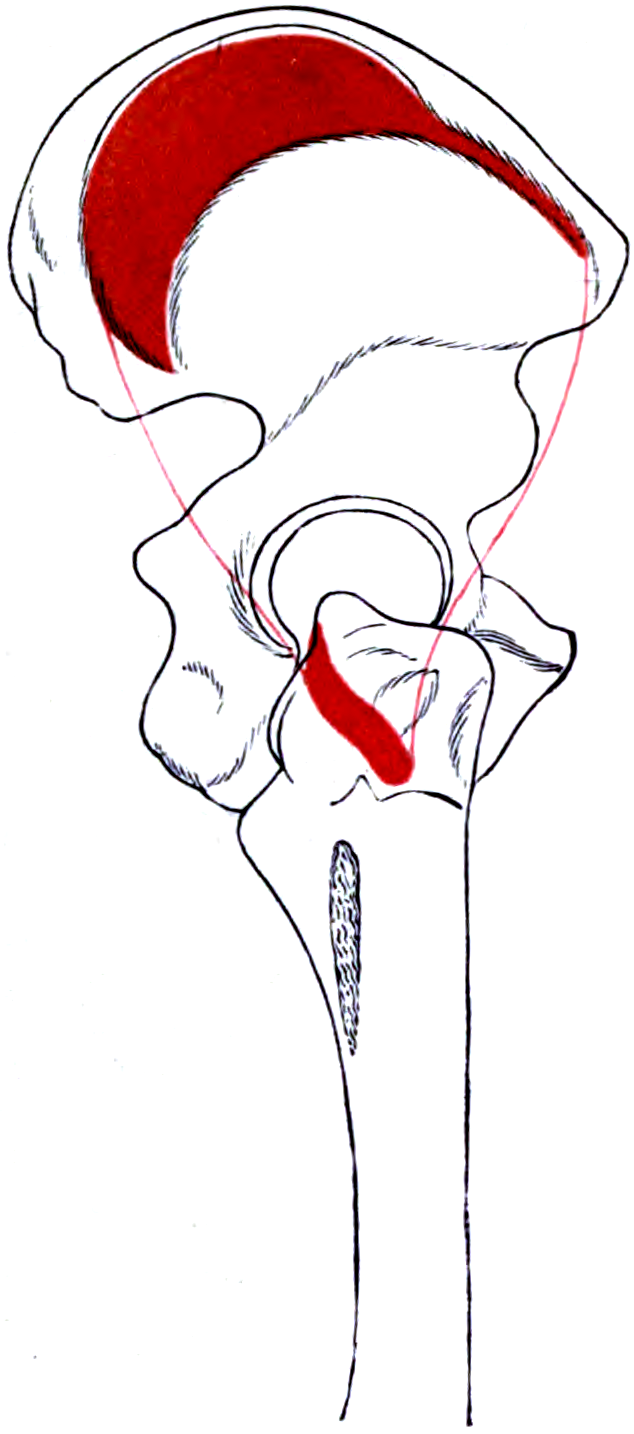
Ursprung und Ansatz vom Gluteus medius.
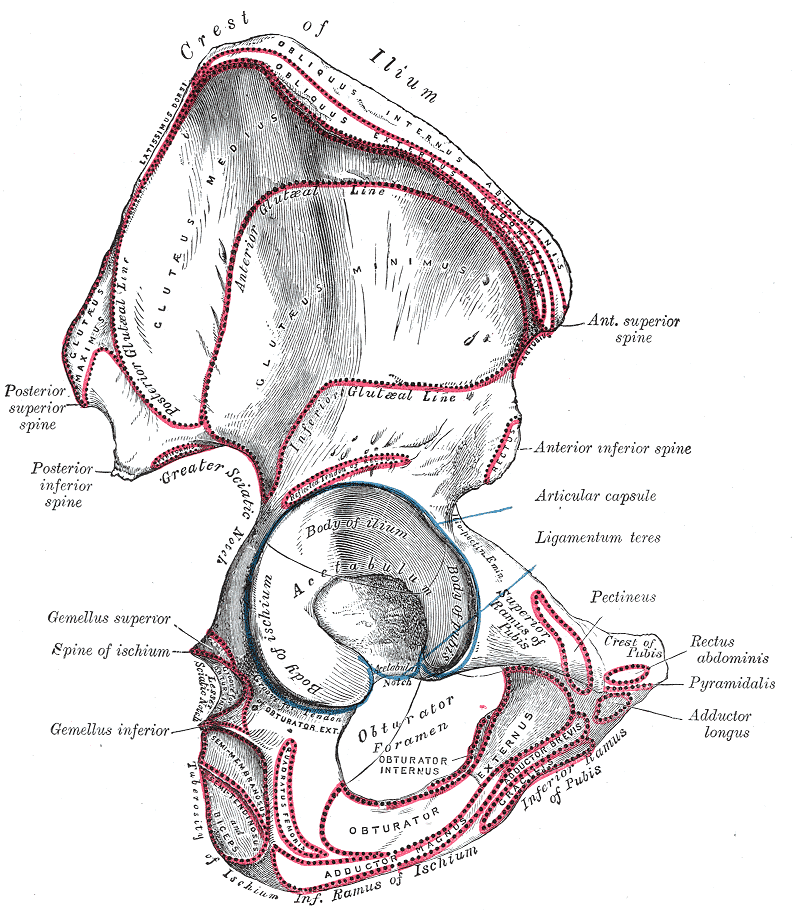
Ursprungsareal des Gluteus medius am Beckenkamm.
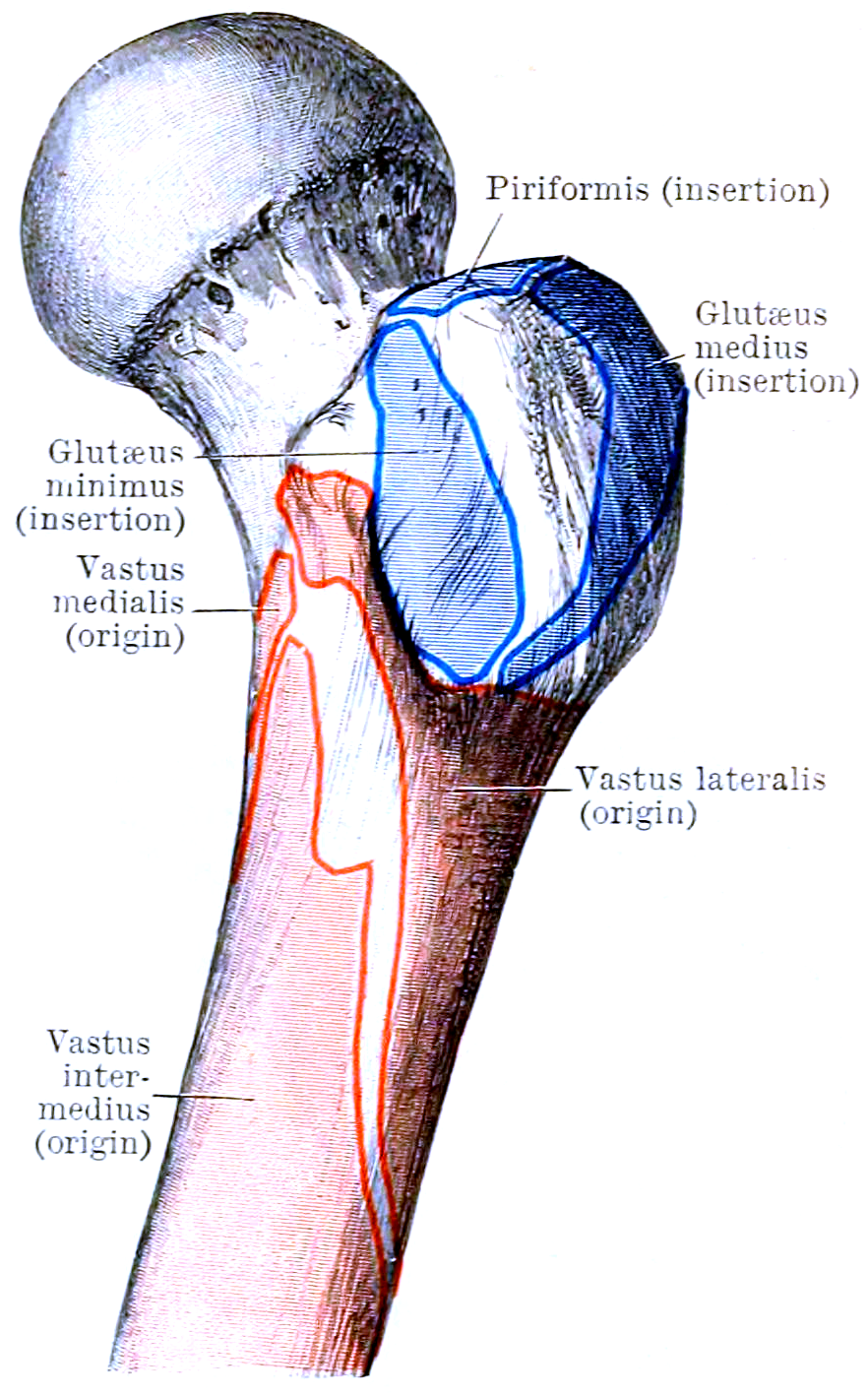
Ansatz am Trochanter major.
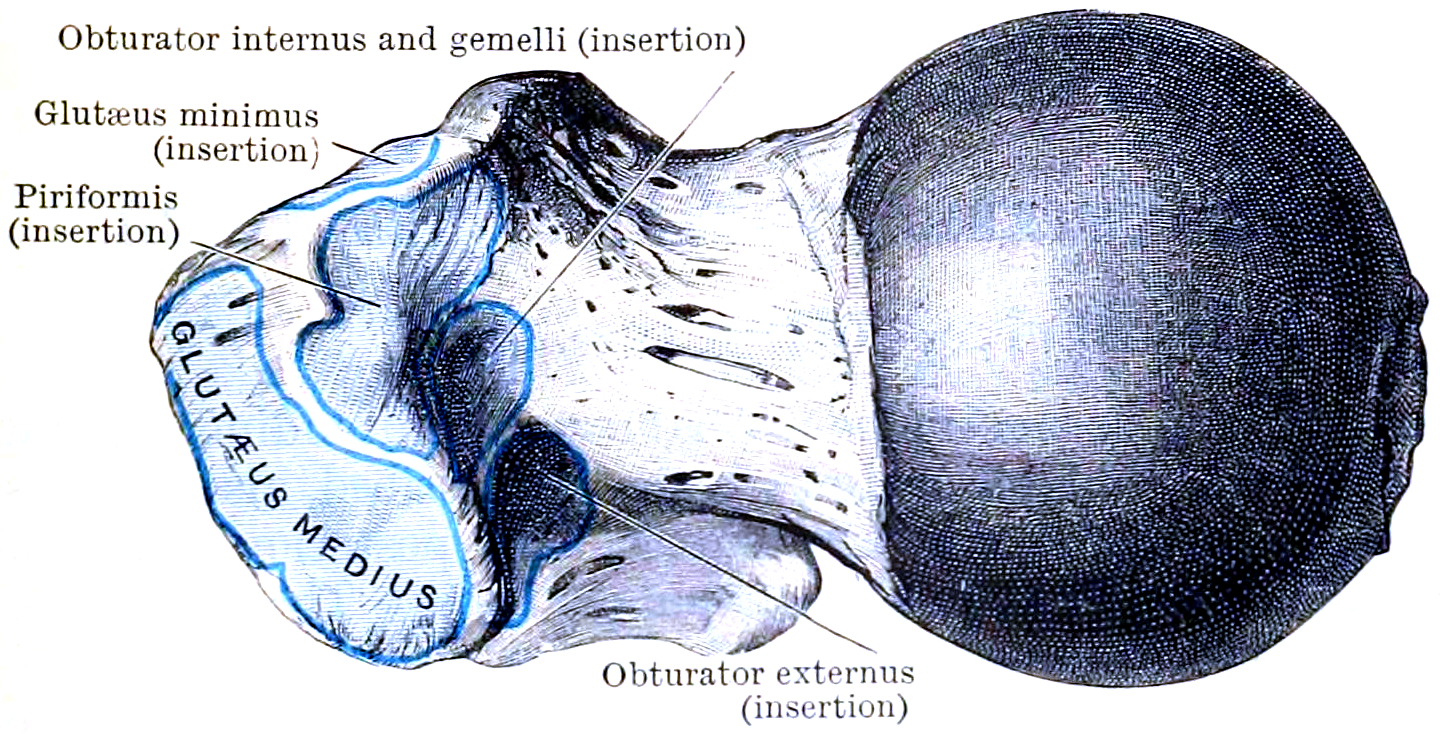
Ansatz am Trochanter major.
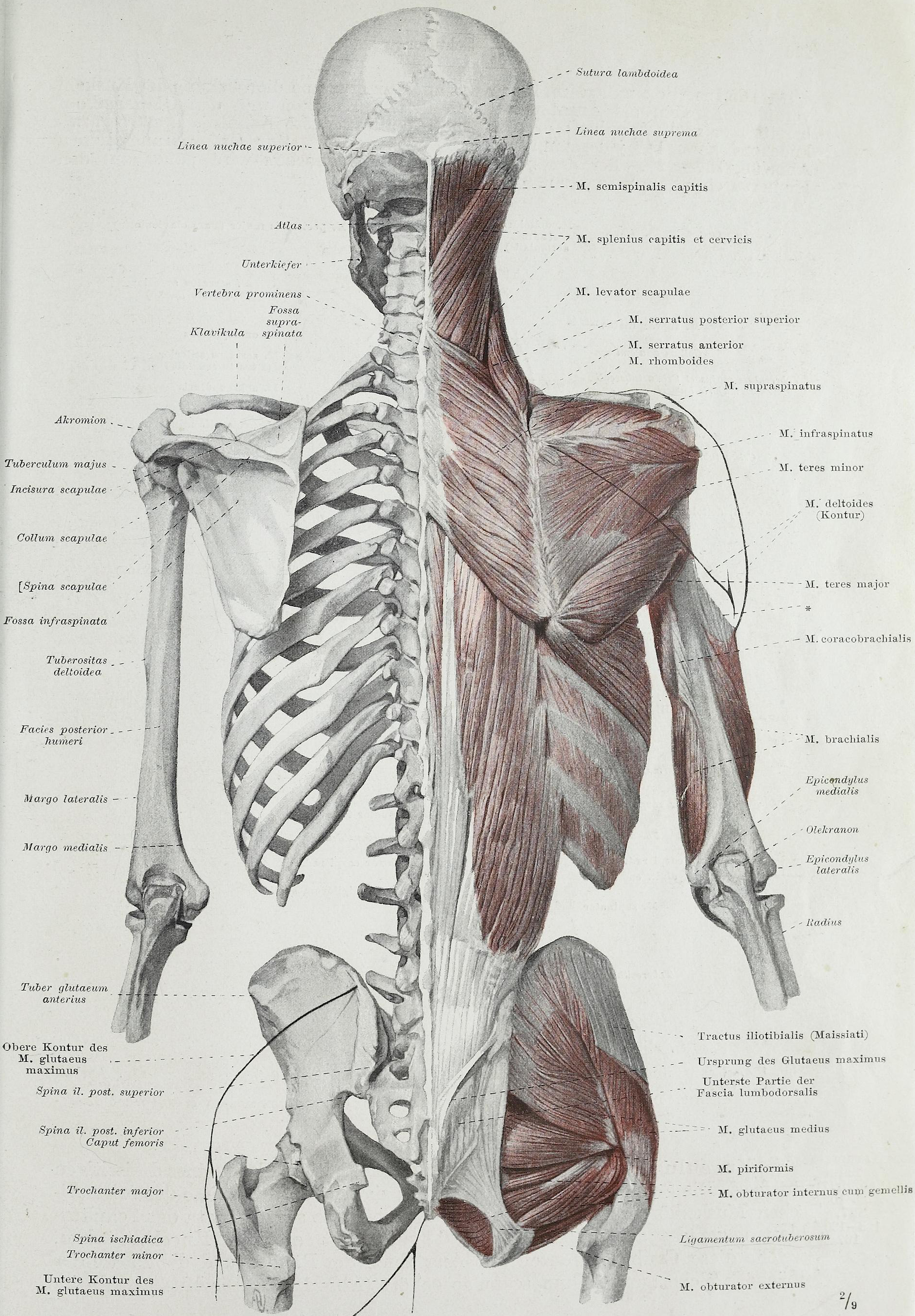
Faserverlauf des Gluteus medius. Der Tractus illiotibialis ist zum Teil reseziert.
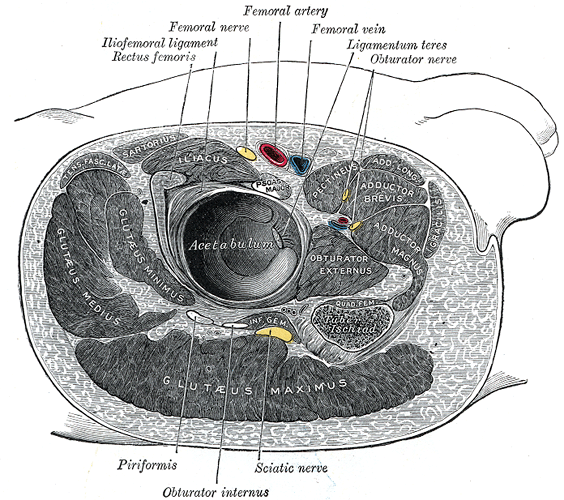
Querschnitt durch das Hüftgelenk.
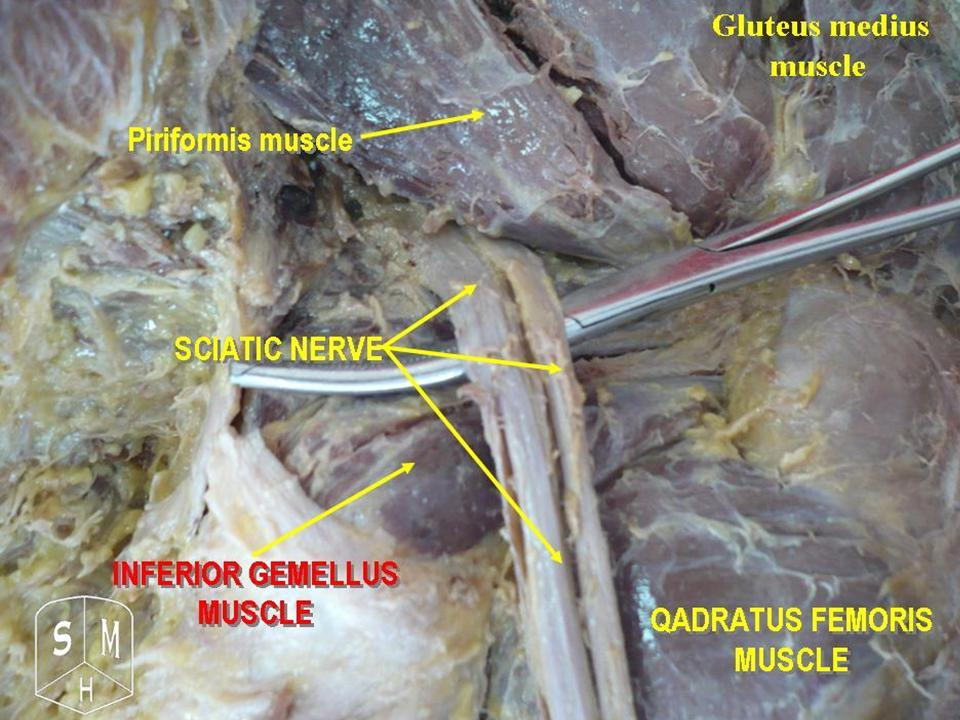
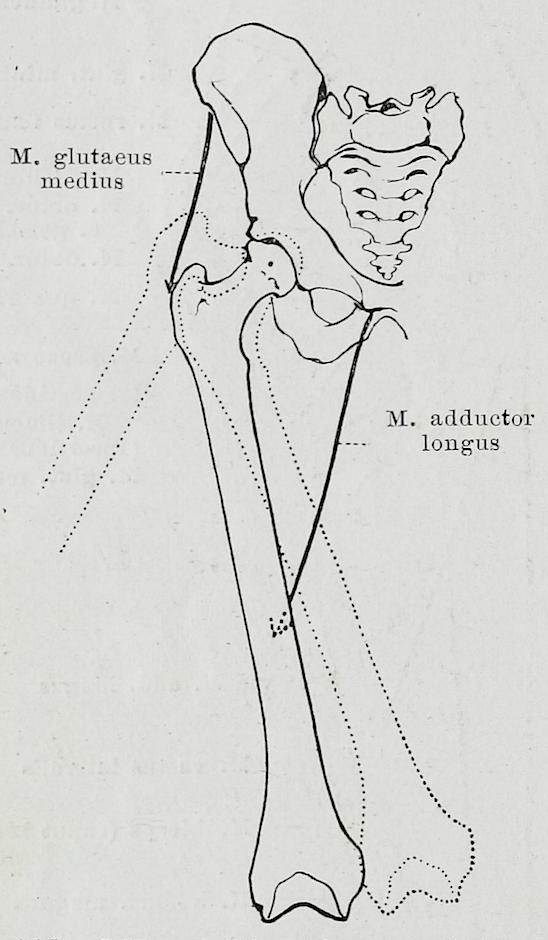
Adduktion und Abduktion des Oberschenkels. Das Drehzentrum der Hüfte wurde mit einem Punkt markiert.